# Liste bekannter Veganer
Die Liste bekannter Veganer enthält prominente Persönlichkeiten, die öffentlich bekannt haben vegan zu leben und die für Veganismus eintreten.
Alle Personen auf dieser Liste ernähren sich, soweit bekannt, aktuell zur Gänze ohne tierische Produkte oder taten das am Ende ihres Lebens.
Zur besseren Übersicht ist die Liste in die Unterkategorien Sport, Musik, Film und Showbusiness und Andere geteilt. Die Liste erhebt keinen Anspruch auf Vollständigkeit.

## Sport

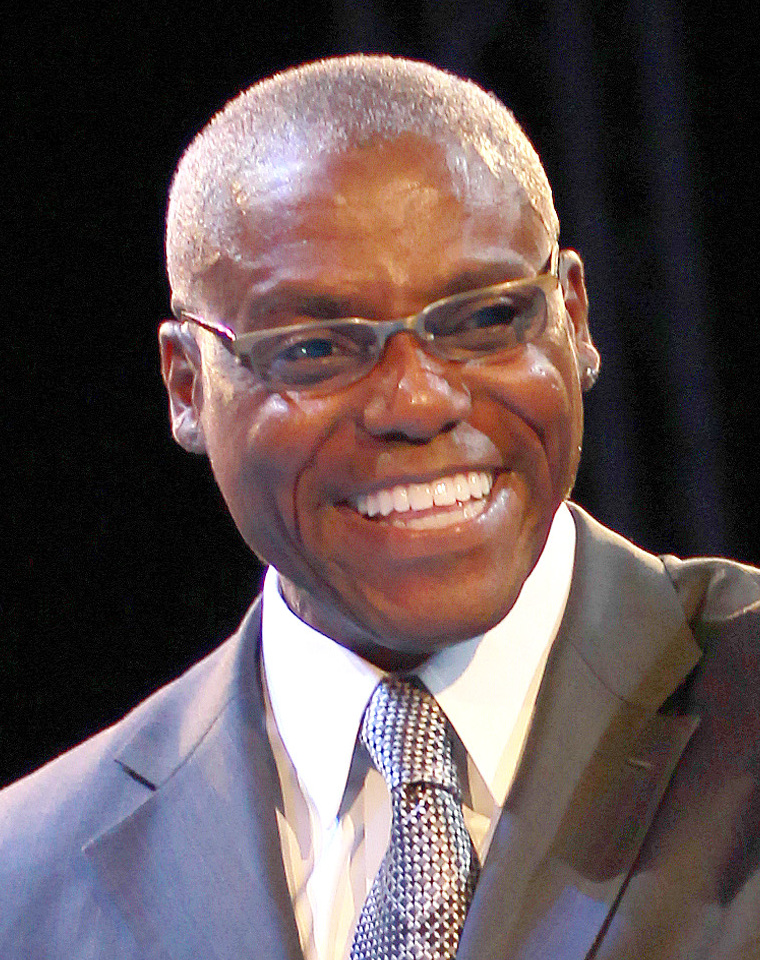
Carl Lewis

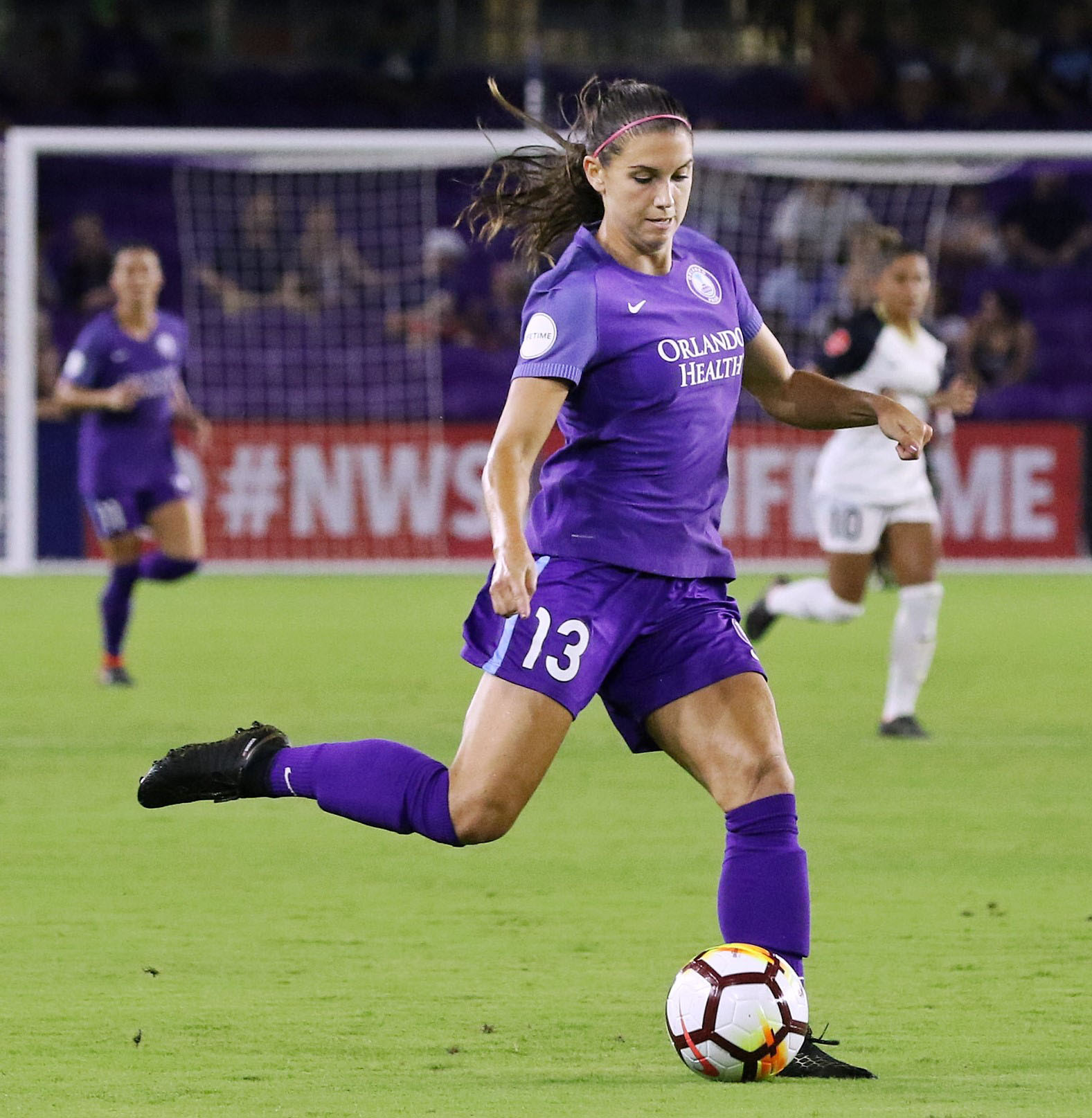
Alex Morgan

|                        | Beschreibung                    | Geburtsort     | Quelle |
| ---------------------- | ------------------------------- | -------------- | ------ |
| Novak Đoković          | Tennisspieler                   | Serbien        | [ 1 ]  |
| Carl Lewis             | Leichtathlet                    | USA            | [ 2 ]  |
| Alex Morgan            | Fußballerin                     | USA            | [ 3 ]  |
| Neil Robertson         | Snooker-Spieler                 | Australien     | [ 4 ]  |
| Gerlinde Kaltenbrunner | Extrembergsteigerin             | Österreich     | [ 4 ]  |
| Kyrie Irving           | Basketballspieler               | USA            | [ 5 ]  |
| Patrik Baboumian       | Kraftsportler, Bodybuilder      | Iran           | [ 4 ]  |
| David Haye             | Boxer                           | Großbritannien | [ 5 ]  |
| Daniel Negreanu        | Pokerspieler                    | Kanada         | [ 6 ]  |
| JaVale McGee           | Basketballer                    | USA            | [ 7 ]  |
| Amy Dumas              | Wrestlerin                      | USA            | [ 8 ]  |
| Héctor Bellerín        | Fußballer                       | Spanien        | [ 9 ]  |
| Andreas Hänni          | Eishockeyspieler                | Schweiz        | [ 10 ] |
| John Salley            | Basketballspieler, Schauspieler | USA            | [ 6 ]  |
| Jacqueline Otchere     | Stabhochspringerin              | Deutschland    | [ 11 ] |
| Mac Danzig             | MMA-Kämpfer                     | USA            | [ 12 ] |
| Melanie Fraunschiel    | Boxerin                         | Österreich     | [ 13 ] |
| Brendan Brazier        | Triathlet                       | Kanada         | [ 14 ] |
| Alexander Dargatz      | Bodybuilder                     | Deutschland    | [ 15 ] |
| Peter Ebdon            | Snooker-Spieler                 | Großbritannien | [ 16 ] |
| Andreas Vojta          | Mittelstreckenläufer            | Österreich     | [ 17 ] |
| Alexander Megos        | Kletterer                       | Deutschland    | [ 18 ] |
| Lewis Hamilton         | Formel 1 Fahrer                 | Großbritannien |        |

## Musik

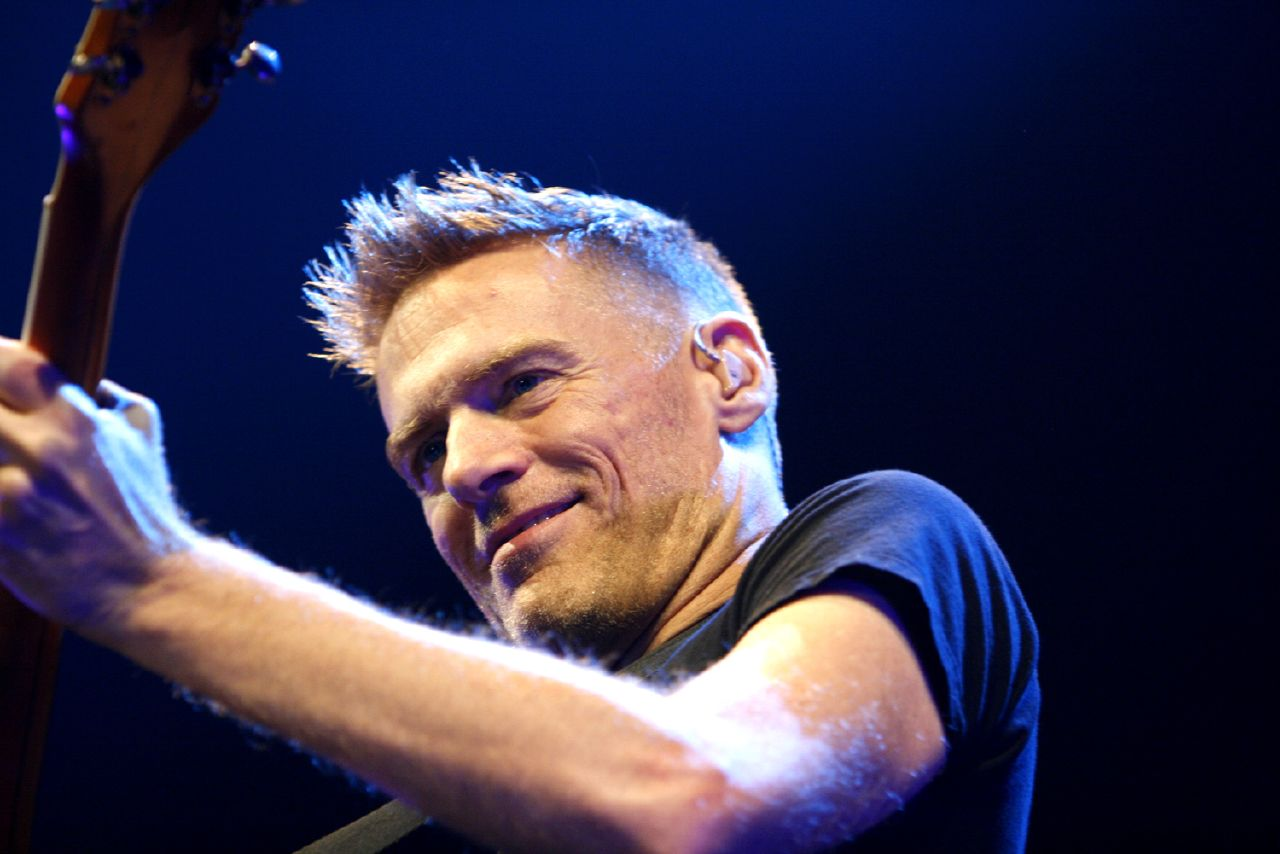
Bryan Adams

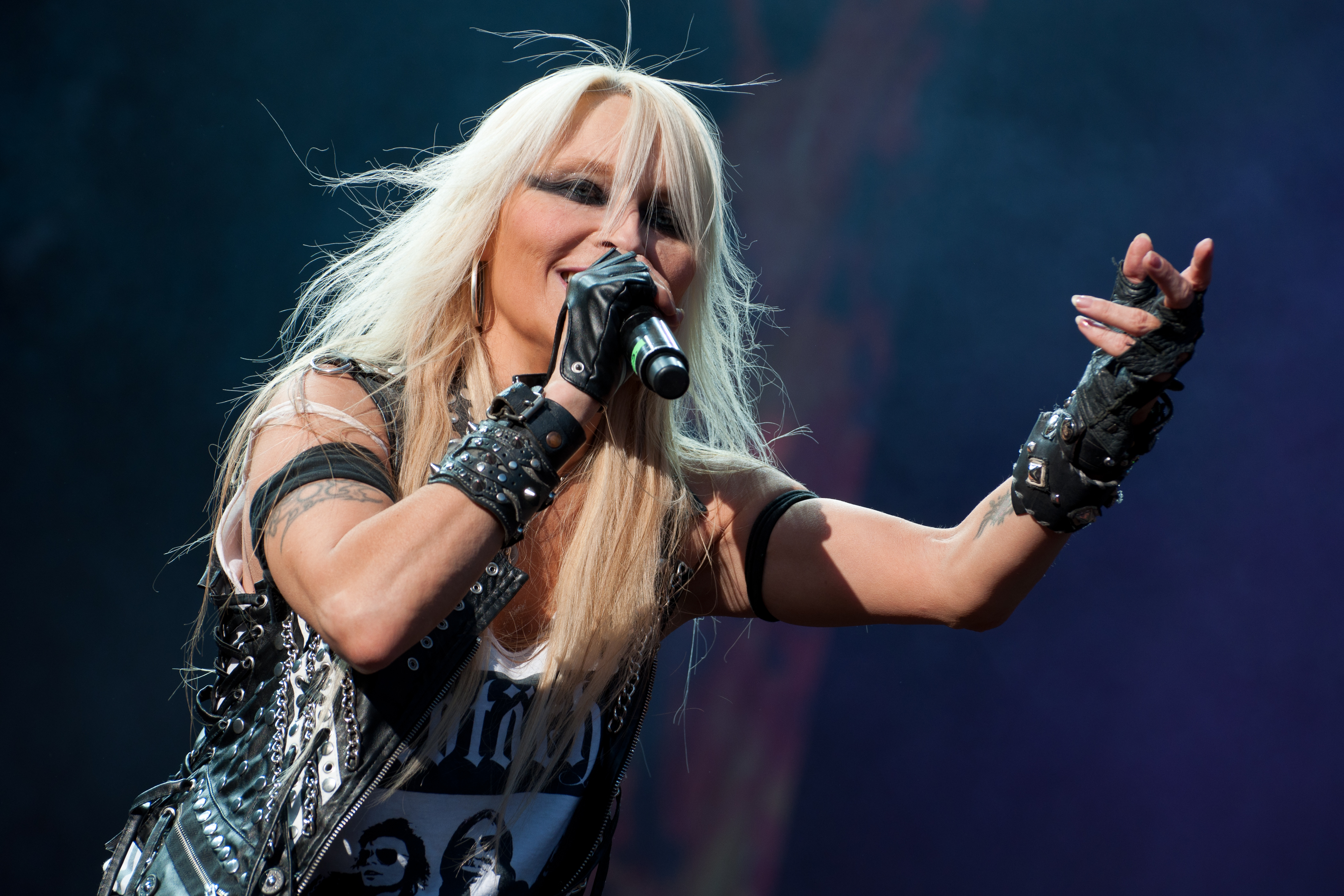
Doro Pesch

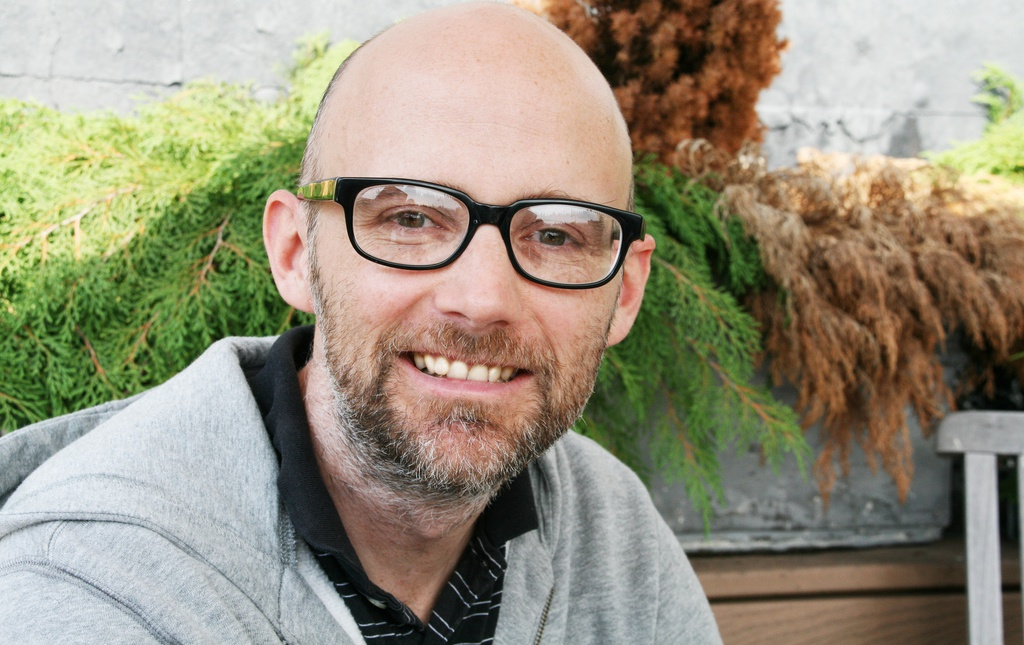
Moby

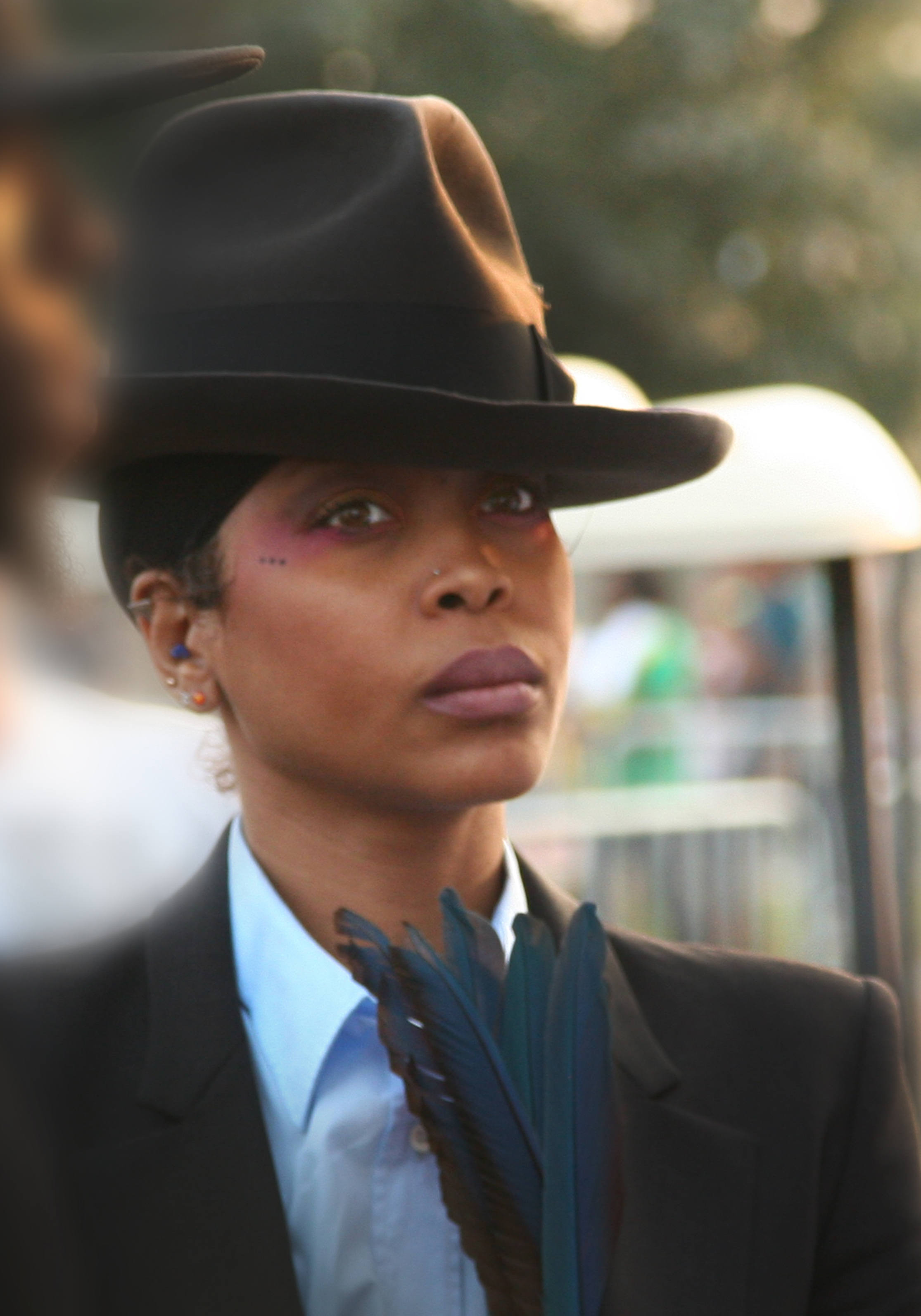
Erykah Badu

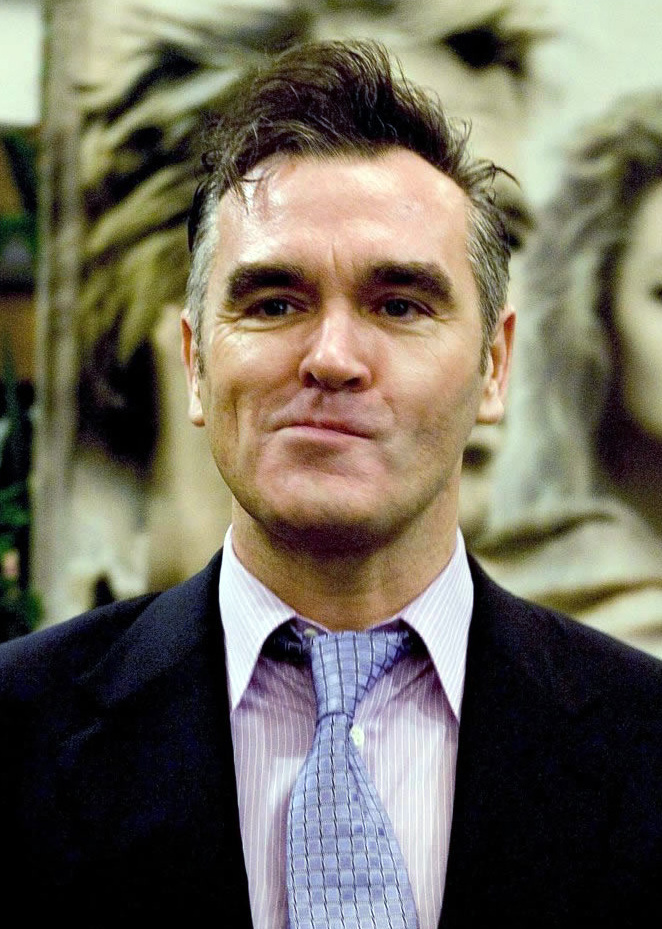
Morrissey

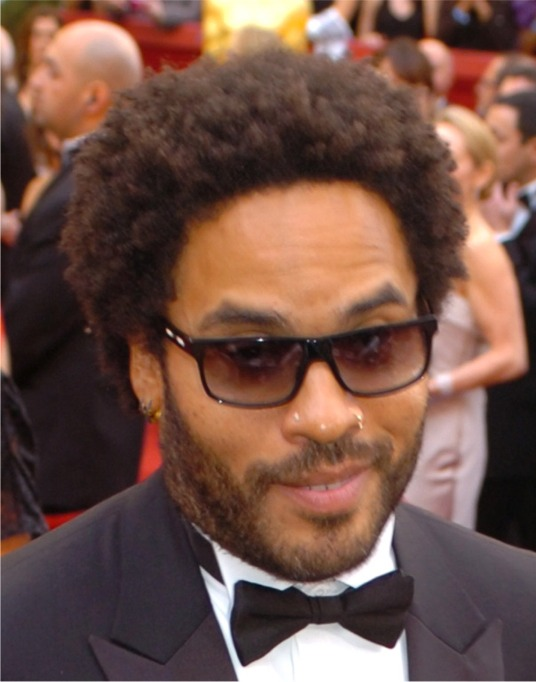
Lenny Kravitz

| Name                            | Beschreibung                                             | Geburtsort     | Quelle        |
| ------------------------------- | -------------------------------------------------------- | -------------- | ------------- |
| Bryan Adams                     | Rock-Sänger, Komponist                                   | Kanada         | [ 6 ]         |
| Moby                            | DJ                                                       | USA            | [ 6 ]         |
| Stevie Wonder                   | Sänger, Komponist                                        | USA            | [ 19 ]        |
| Lenny Kravitz                   | Sänger                                                   | USA            | [ 20 ]        |
| Doro Pesch                      | Rock-Sängerin                                            | Deutschland    | [ 21 ]        |
| Robin Gibb                      | Sänger                                                   | Großbritannien | [ 6 ]         |
| Travis Barker                   | Schlagzeuger von Blink-182                               | USA            | [ 6 ]         |
| Linda Perry                     | Sängerin der 4 Non Blondes                               | USA            | [ 22 ] [ 23 ] |
| Morrissey                       | Sänger                                                   | Großbritannien | [ 6 ]         |
| Rob Zombie                      | Sänger, Regisseur                                        | USA            | [ 6 ]         |
| Alissa White-Gluz               | Sängerin von Arch Enemy                                  | Kanada         | [ 24 ]        |
| RZA                             | Rapper, Produzent                                        | USA            | [ 25 ]        |
| Will.i.am                       | Rapper                                                   | USA            | [ 26 ]        |
| Adam Yauch                      | Rapper                                                   | USA            | [ 6 ]         |
| Architects                      | Metalcore-Band                                           | Großbritannien | [ 27 ]        |
| Erykah Badu                     | Soul-Sängerin                                            | USA            | [ 6 ]         |
| Fred Durst                      | Rapper, Regisseur                                        | USA            | [ 28 ]        |
| Oliver Sykes                    | Sänger von Bring Me the Horizon                          | Großbritannien | [ 6 ]         |
| Chaka Khan                      | Sängerin                                                 | USA            | [ 6 ]         |
| Mark Hoppus                     | Bassist von Blink-182                                    | USA            | [ 6 ]         |
| Doyle Wolfgang von Frankenstein | Gitarrist der Misfits                                    | USA            | [ 29 ]        |
| Amelie Lens                     | DJ, Model                                                | Belgien        | [ 30 ]        |
| Mille Petrozza                  | Gitarrist, Sänger von Kreator                            | Deutschland    | [ 31 ]        |
| Johnny Marr                     | Gitarrist von The Smiths                                 | Großbritannien | [ 32 ]        |
| Geezer Butler                   | Rockmusiker                                              | Großbritannien | [ 33 ]        |
| Mandy Smith                     | Sängerin, Model                                          | Großbritannien | [ 34 ]        |
| Bill Ward                       | Schlagzeuger von Black Sabbath                           | Großbritannien | [ 35 ]        |
| K.d. lang                       | Singer-Songwriterin                                      | USA            | [ 6 ]         |
| Tim Commerford                  | Bassist von Rage Against the Machine                     | USA            | [ 36 ]        |
| Marco Pogo                      | Musiker, Politiker                                       | Österreich     | [ 37 ]        |
| Mýa                             | R&B-Sängerin                                             | USA            | [ 38 ]        |
| Finneas O’Connell               | Singer-Songwriter, Musikproduzent                        | USA            | [ 39 ]        |
| Enrique Bunbury                 | Rockmusiker                                              | Spanien        | [ 40 ]        |
| Deadlock                        | Melodic-Death-Metal-Band                                 | Deutschland    | [ 41 ]        |
| Phil Collen                     | Gitarrist von Def Leppard                                | Großbritannien | [ 42 ]        |
| Chris Liebing                   | DJ                                                       | Deutschland    | [ 43 ] [ 44 ] |
| Merzbow                         | Japanoise-Musiker                                        | Japan          | [ 6 ]         |
| Ian MacKaye                     | Punkmusiker                                              | USA            | [ 6 ]         |
| Jermaine Dupri                  | Rapper                                                   | USA            | [ 45 ]        |
| Tim McIlrath                    | Leadsänger und Gitarrist von Rise Against                | USA            | [ 6 ]         |
| Carl Palmer                     | Schlagzeuger von Emerson, Lake and Palmer                | Großbritannien | [ 46 ] [ 47 ] |
| Moses Pelham                    | Musikproduzent, Autor, Rapper, Labelbetreiber            | Deutschland    | [ 48 ]        |
| Pedro Piquero                   | Klassischer Pianist und Zen-Meister                      | Spanien        | [ 49 ]        |
| Marcus Bischoff                 | Sänger von Heaven Shall Burn                             | Deutschland    | [ 50 ]        |
| Yasi Hofer                      | Gitarristin                                              | Deutschland    | [ 51 ]        |
| Albino                          | Rapper                                                   | Deutschland    | [ 52 ]        |
| Derrick Green                   | Sänger von Sepultura                                     | USA            | [ 53 ]        |
| Kerstin Ott                     | Sängerin                                                 | Deutschland    | [ 54 ]        |
| John Feldmann                   | Sänger von Goldfinger, Musikproduzent                    | USA            | [ 55 ]        |
| Billie Eilish                   | Singer-Songwriterin                                      | USA            | [ 56 ]        |
| Vegan Black Metal Chef          | Musiker, Youtuber                                        | USA            | [ 57 ]        |
| 4tune                           | Rapper, Streamer                                         | Deutschland    |               |
| Steven Wilson                   | Gründer von Porcupine Tree, Sänger, Gitarrist, Produzent | Großbritannien |               |
| Ariana Grande                   | Sängerin, Songwriterin                                   | USA, Italien   |               |

## Film und Showbusiness

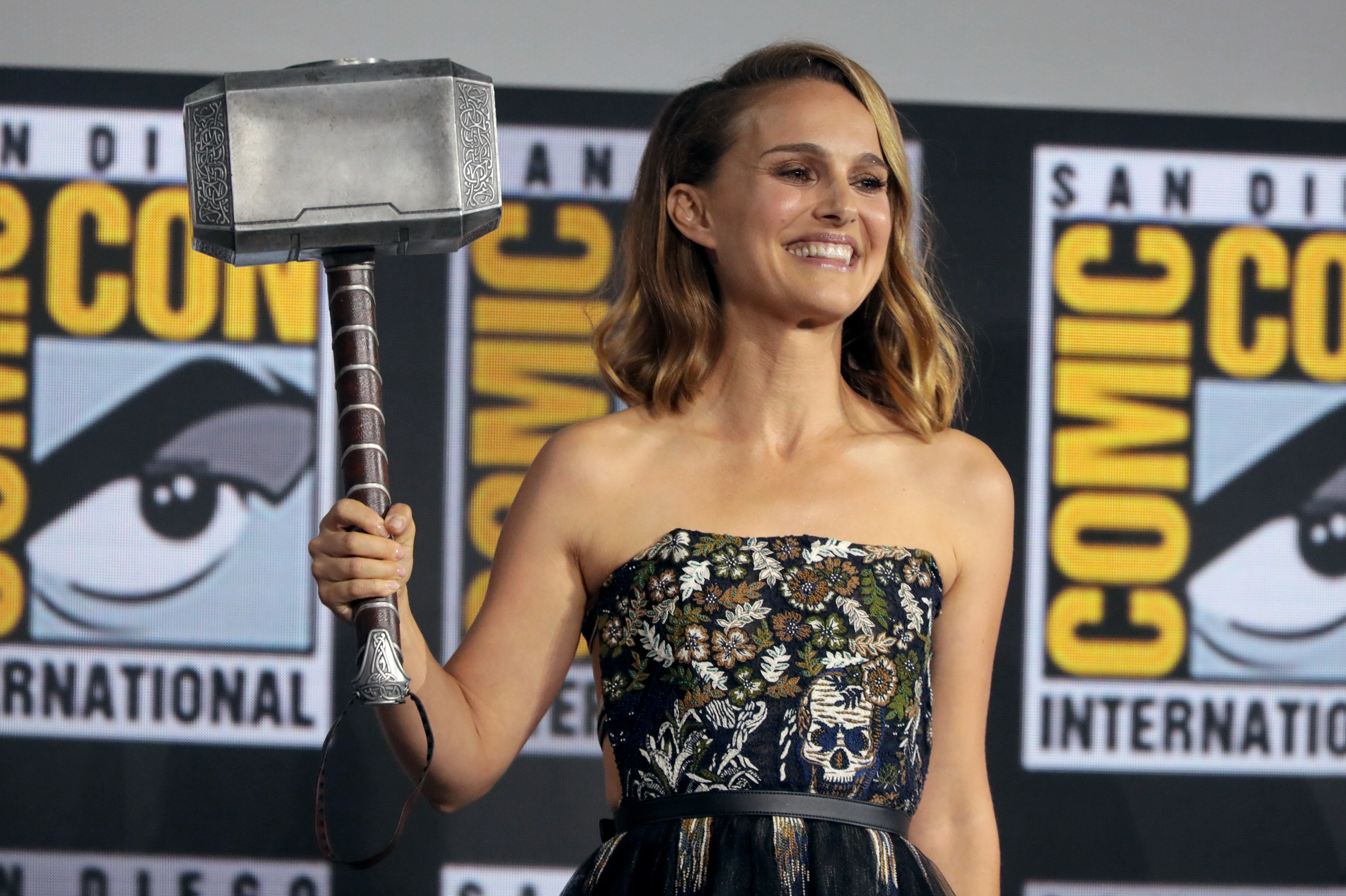
Natalie Portman

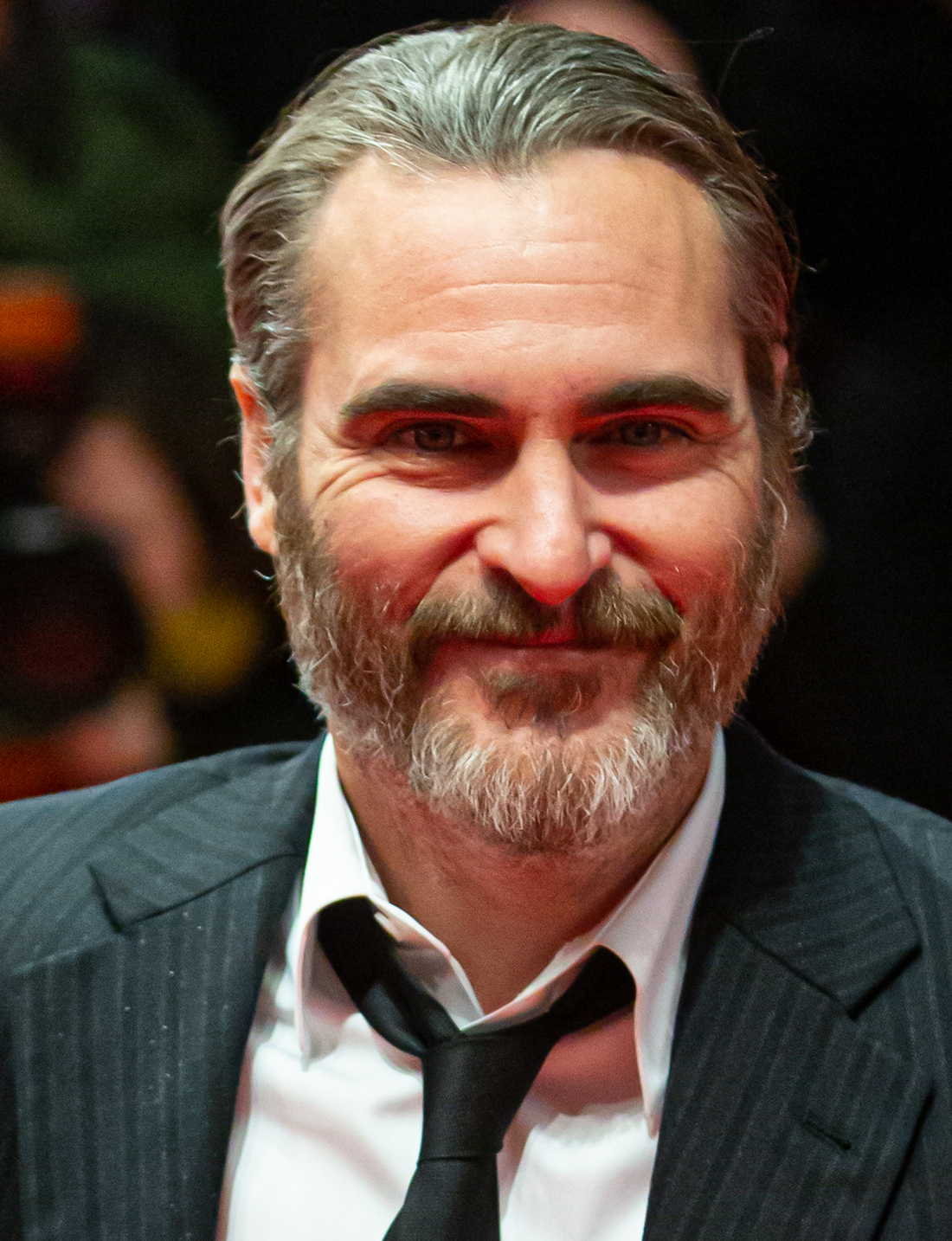
Joaquin Phoenix

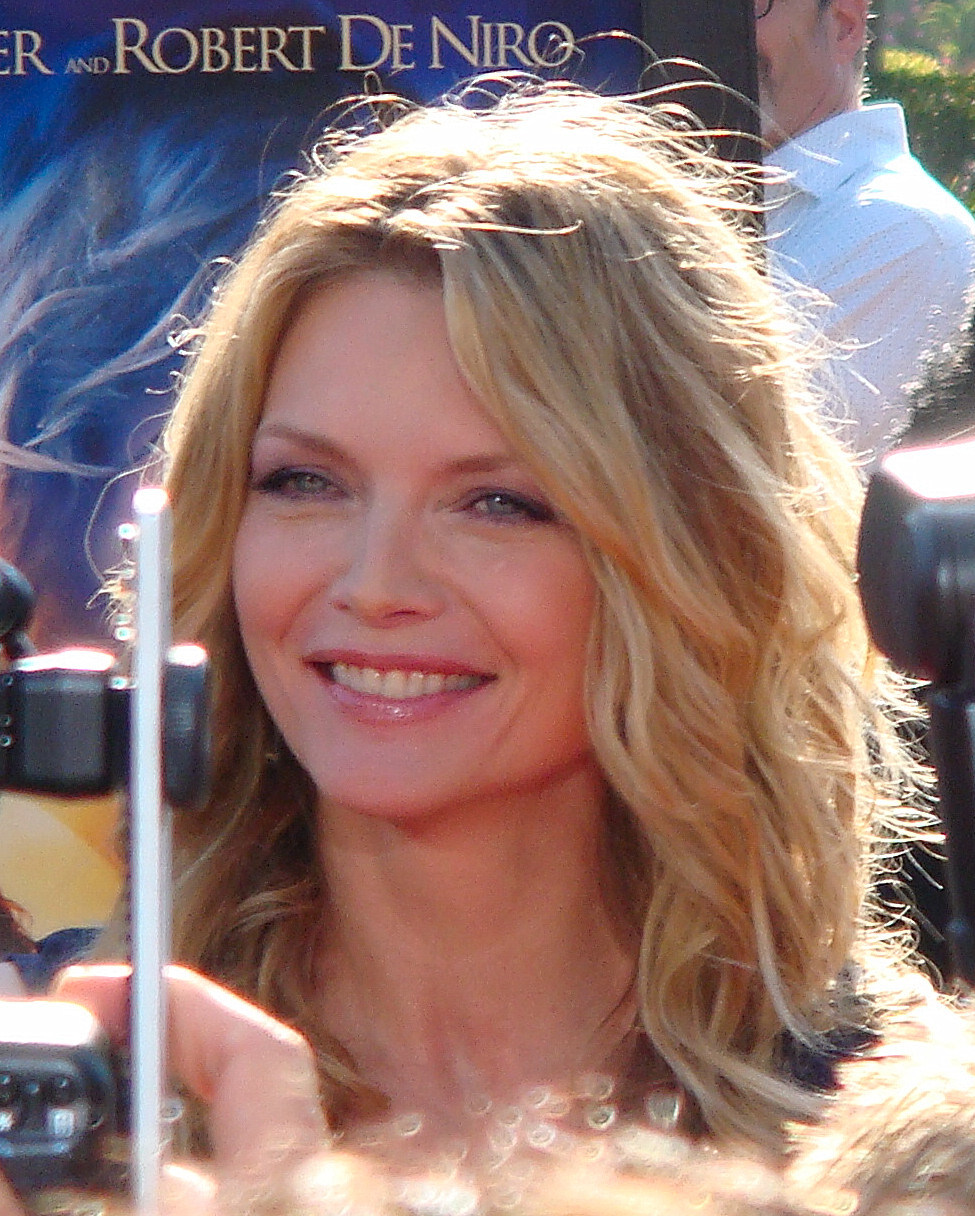
Michelle Pfeiffer

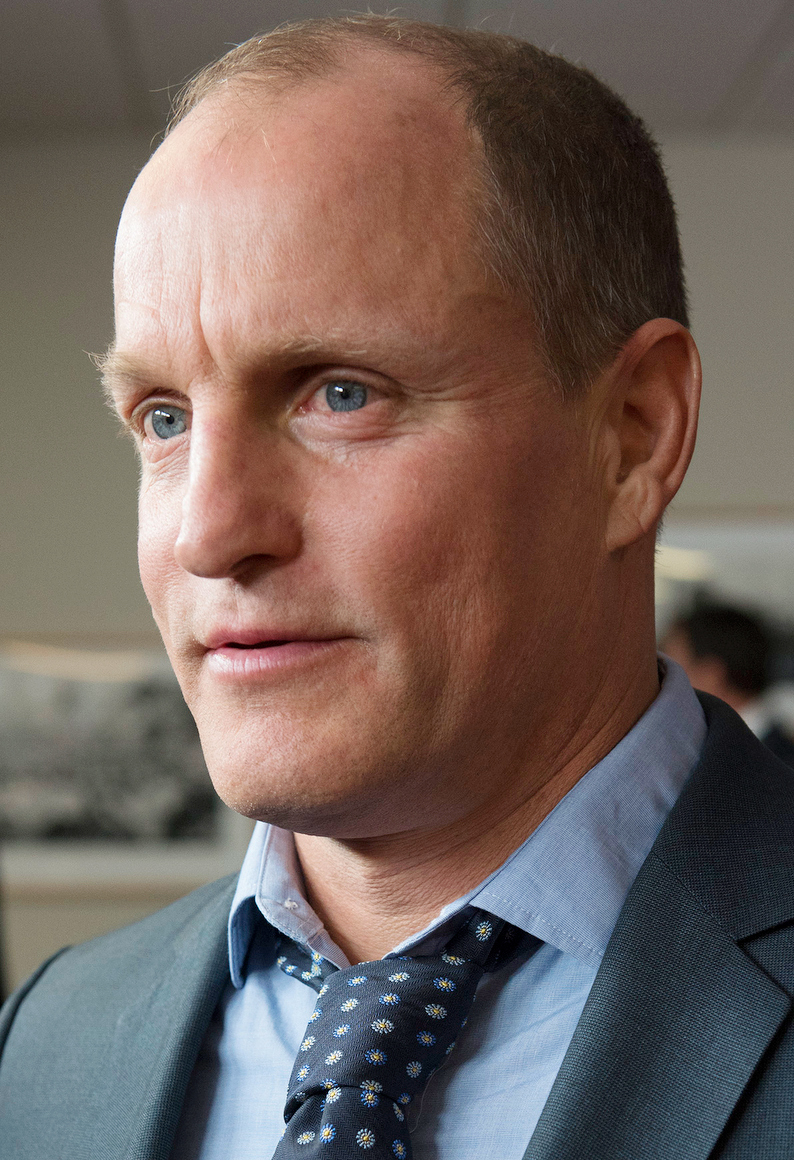
Woody Harrelson

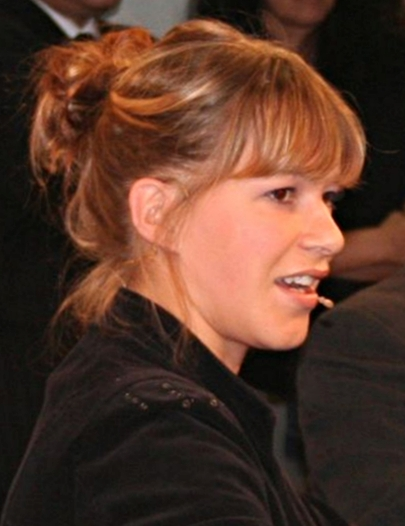
Franka Potente

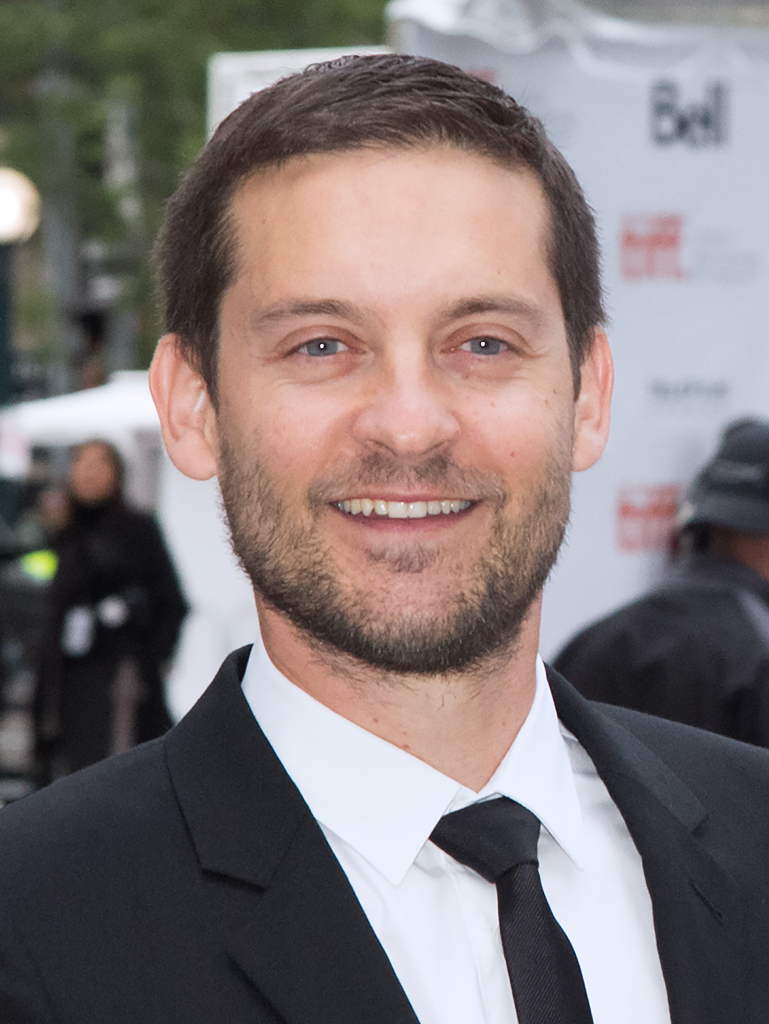
Tobey Maguire

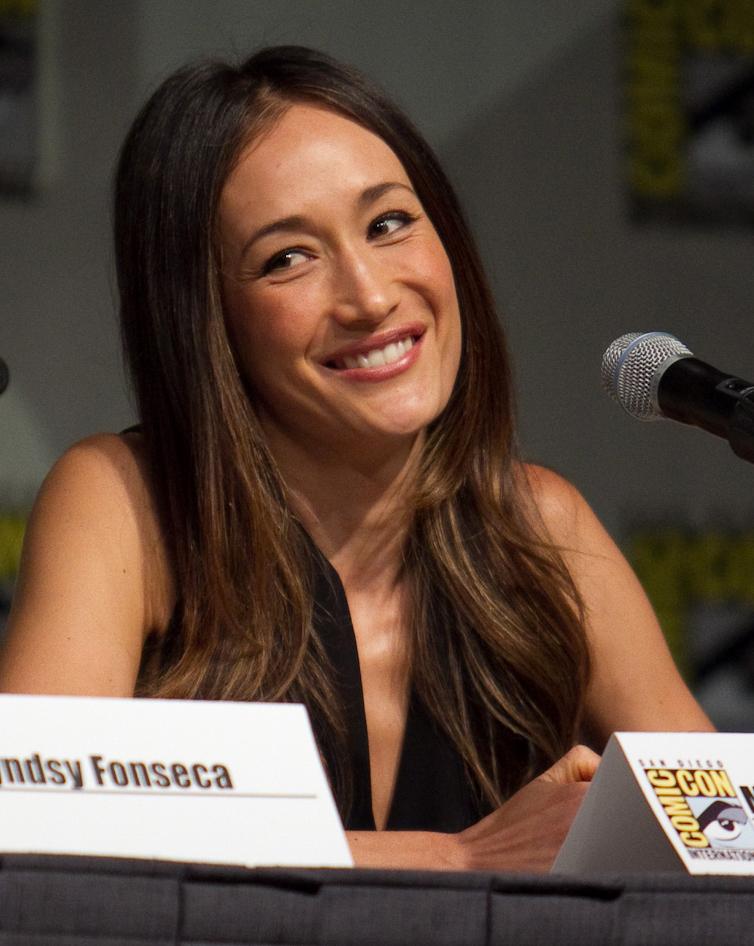
Maggie Q

| Name                    | Beschreibung                                    | Geburtsort     | Quelle  |
| ----------------------- | ----------------------------------------------- | -------------- | ------- |
| Natalie Portman         | Schauspielerin, Regisseurin, Produzentin        | Israel         | [ 10 ]  |
| Joaquin Phoenix         | Schauspieler                                    | USA            | [ 6 ]   |
| Michelle Pfeiffer       | Schauspielerin                                  | USA            | [ 6 ]   |
| Woody Harrelson         | Schauspieler                                    | USA            | [ 6 ]   |
| River Phoenix           | Schauspieler                                    | USA            | [ 6 ]   |
| Tobey Maguire           | Schauspieler, Produzent, Regisseur              | USA            | [ 6 ]   |
| Rezo                    | Youtuber                                        | Deutschland    | [ 58 ]  |
| Hagen Rether            | Kabarettist                                     | Rumänien       | [ 59 ]  |
| Franka Potente          | Schauspielerin                                  | Deutschland    | [ 60 ]  |
| Ruby Rose               | Schauspielerin, Model                           | Australien     | [ 61 ]  |
| Famke Janssen           | Schauspielerin, Regisseurin, Produzentin        | Niederlande    | [ 62 ]  |
| James Cromwell          | Schauspieler                                    | USA            | [ 6 ]   |
| Rooney Mara             | Schauspielerin                                  | USA            | [ 6 ]   |
| Eric Roberts            | Schauspieler                                    | USA            | [ 6 ]   |
| James Cameron           | Regisseur                                       | Kanada         | [ 6 ]   |
| Kate Mara               | Schauspielerin                                  | USA            | [ 63 ]  |
| Mayim Bialik            | Schauspielerin, Neurowissenschaftlerin, Autorin | USA            | [ 6 ]   |
| Demi Moore              | Schauspielerin                                  | USA            | [ 64 ]  |
| Jessica Chastain        | Schauspielerin                                  | USA            | [ 6 ]   |
| Daryl Hannah            | Schauspielerin, Umweltschutz-Aktivistin         | USA            | [ 6 ]   |
| Jenny McCarthy          | Moderatorin, Schauspielerin, Model              | USA            | [ 6 ]   |
| Maggie Q                | Schauspielerin, Model                           | USA            | [ 6 ]   |
| Casey Affleck           | Schauspieler, Regisseur                         | USA            | [ 6 ]   |
| Emily Deschanel         | Schauspielerin                                  | USA            | [ 6 ]   |
| Carrie-Anne Moss        | Schauspielerin, Filmproduzentin, Model          | Kanada         | [ 6 ]   |
| Sara Gilbert            | Schauspielerin                                  | USA            | [ 6 ]   |
| Kat Graham              | Schauspielerin, Sängerin                        | Schweiz        | [ 6 ]   |
| Peter Sarsgaard         | Schauspieler                                    | USA            | [ 65 ]  |
| Alicia Silverstone      | Schauspielerin                                  | USA            | [ 6 ]   |
| Aidan Gallagher         | Schauspieler                                    | USA            | [ 66 ]  |
| Suzy Amis               | Filmschauspielerin, Fotomodell                  | USA            | [ 67 ]  |
| Darren Aronofsky        | Filmregisseur, Drehbuchautor                    | USA            | [ 68 ]  |
| Larry Hagman            | Schauspieler                                    | USA            | [ 69 ]  |
| Mena Suvari             | Schauspielerin                                  | USA            | [ 70 ]  |
| Kevin Smith             | Regisseur, Drehbuchautor                        | USA            | [ 71 ]  |
| Kurt Sutter             | Regisseur, Drehbuchautor                        | USA            | [ 72 ]  |
| Michelle Forbes         | Schauspielerin                                  | USA            | [ 73 ]  |
| Portia de Rossi         | Schauspielerin                                  | Australien     | [ 6 ]   |
| Michael Dorn            | Schauspieler                                    | USA            | [ 6 ]   |
| Beau Bridges            | Schauspieler                                    | USA            | [ 10 ]  |
| Lori Petty              | Schauspielerin, Synchronsprecherin              | USA            | [ 6 ]   |
| Teresa Palmer           | Schauspielerin                                  | Australien     | [ 74 ]  |
| Heather Mills           | Model, Unternehmerin                            | Großbritannien | [ 6 ]   |
| Nathalie Emmanuel       | Schauspielerin                                  | Großbritannien | [ 75 ]  |
| Alan Cumming            | Schauspieler, Regisseur                         | Schottland     | [ 76 ]  |
| Evanna Lynch            | Schauspielerin                                  | Irland         | [ 77 ]  |
| Madelaine Petsch        | Schauspielerin                                  | USA            | [ 78 ]  |
| Bellamy Young           | Schauspielerin                                  | USA            | [ 79 ]  |
| Linda Blair             | Schauspielerin, Tierschutz-Aktivistin           | USA            | [ 6 ]   |
| Summer Phoenix          | Schauspielerin                                  | USA            | [ 6 ]   |
| Alexandra Paul          | Schauspielerin                                  | USA            | [ 80 ]  |
| Persia White            | Schauspielerin                                  | USA            | [ 6 ]   |
| Edie Falco              | Schauspielerin                                  | USA            | [ 81 ]  |
| Sadie Sink              | Schauspielerin                                  | USA            | [ 82 ]  |
| Brit Marling            | Drehbuchautorin, Produzentin, Schauspielerin    | USA            | [ 83 ]  |
| Dakota Blue Richards    | Schauspielerin                                  | Großbritannien | [ 84 ]  |
| Craig Ferguson          | Fernsehmoderator                                | USA            | [ 85 ]  |
| Aamir Khan              | Schauspieler                                    | Indien         | [ 86 ]  |
| Kimberly Elise          | Schauspielerin                                  | USA            | [ 87 ]  |
| John Schneider          | Schauspieler                                    | USA            | [ 88 ]  |
| Rosanna Davison         | Model                                           | Irland         | [ 89 ]  |
| Rain Phoenix            | Schauspielerin                                  | USA            | [ 6 ]   |
| Renee Olstead           | Schauspielerin, Sängerin                        | USA            | [ 90 ]  |
| Izabella Miko           | Schauspielerin                                  | Polen          | [ 91 ]  |
| Jenna Marbles           | Youtuberin                                      | USA            | [ 92 ]  |
| Daniella Monet          | Schauspielerin                                  | USA            | [ 93 ]  |
| Ed Begley Jr.           | Schauspieler                                    | USA            | [ 6 ]   |
| Thomas Dekker           | Schauspieler                                    | USA            | [ 6 ]   |
| Mike White              | Schauspieler, Autor                             | USA            | [ 6 ]   |
| Lauriane Gilliéron      | Schönheitskönigin                               | Schweiz        | [ 94 ]  |
| Billy West              | Sprecher für Zeichentrickserien und Filme       | USA            | [ 6 ]   |
| Sam Simon               | Fernsehproduzent                                | USA            | [ 6 ]   |
| Katrin Heß              | Schauspielerin                                  | Deutschland    | [ 95 ]  |
| Loredana Cannata        | Schauspielerin                                  | Italien        | [ 96 ]  |
| Caro Cult               | Schauspielerin                                  | Deutschland    | [ 97 ]  |
| Elliot Page             | Schauspieler                                    | Kanada         | [ 98 ]  |
| Benedikt Mitmannsgruber | Kabarettist                                     | Österreich     | [ 99 ]  |
| Ricky Gervais           | Comedian, Schauspieler                          | Großbritannien | [ 100 ] |
| Jerome Flynn            | Schauspieler                                    | Großbritannien | [ 101 ] |
| Bonnie Strange          | Influencerin                                    | Russland       | [ 102 ] |
| Bella Ramsey            | Schauspieler                                    | Großbritannien | [ 103 ] |
| Halle Bailey            | Schauspielerin, Sängerin                        | USA            | [ 104 ] |
| Anke Engelke            | Komikerin                                       | Kanada         | [ 105 ] |
| Oliver Petszokat        | Moderator, Schauspieler, Sänger                 | Deutschland    | [ 106 ] |
| Daisy Ridley            | Schauspielerin                                  | Großbritannien | [ 107 ] |
| Robert Steiner          | Moderator                                       | Österreich     | [ 108 ] |
| Simon Unge              | Webvideoproduzent                               | Deutschland    | [ 109 ] |

## Andere

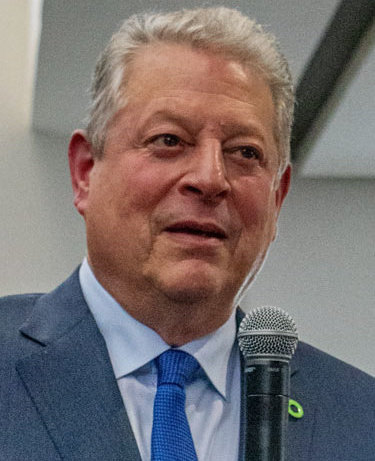
Al Gore

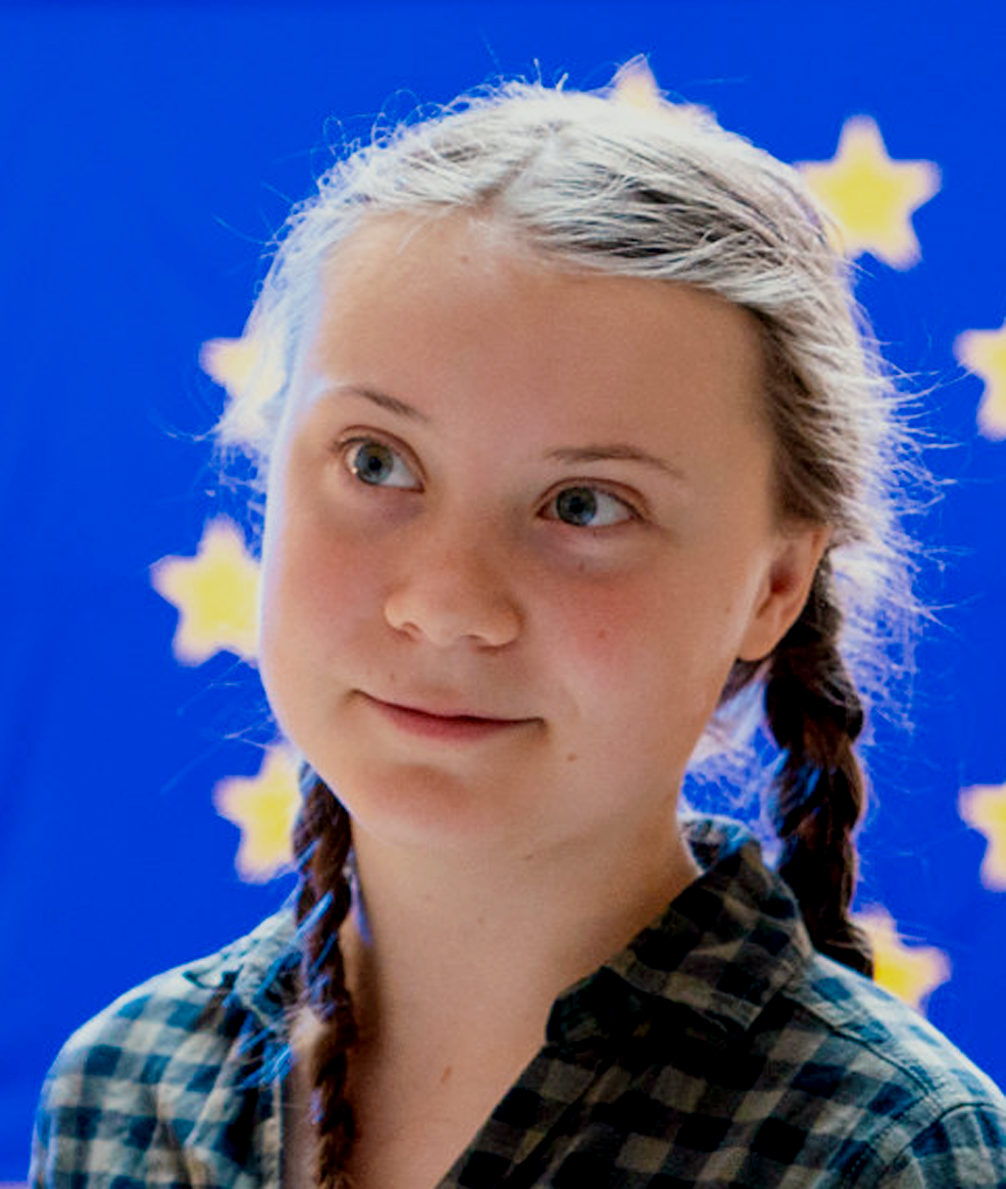
Greta Thunberg

| Name                   | Beschreibung                                               | Geburtsort     | Quelle          |
| ---------------------- | ---------------------------------------------------------- | -------------- | --------------- |
| Al Gore                | ehem. US-Vizepräsident                                     | USA            | [ 6 ]           |
| Greta Thunberg         | Klimaschützerin                                            | Schweden       | [ 110 ]         |
| Abū l-ʿAlāʾ al-Maʿarrī | Philosoph, Dichter                                         | Syrien         | [ 111 ]         |
| Donald Watson          | Gründer der Vegan Society                                  | Großbritannien | [ 112 ]         |
| Paul Watson            | Aktivist, Sea-Shepherd-Gründer                             | Kanada         | [ 6 ]           |
| Angela Davis           | Bürgerrechtlerin, Philosophin, Schriftstellerin            | USA            | [ 113 ]         |
| Tulsi Gabbard          | Politikerin                                                | USA            | [ 114 ]         |
| Thích Nhất Hạnh        | Buddhistischer Mönch                                       | Vietnam        | [ 6 ]           |
| Glenn Greenwald        | Journalist                                                 | USA            | [ 115 ]         |
| Steve Wynn             | Unternehmer                                                | USA            | [ 6 ]           |
| Martin Balluch         | Tierrechtsaktivist, Obmann des VGT                         | Österreich     | [ 10 ]          |
| Friedrich Mülln        | Tierrechtsaktivist, Mitbegründer Soko Tierschutz           | Deutschland    | [ 5 ]           |
| Biz Stone              | Mitbegründer und Creative Director bei Twitter             | USA            | [ 6 ]           |
| Russell Simmons        | Unternehmer                                                | USA            | [ 6 ]           |
| Adam Schiff            | Politiker                                                  | USA            | [ 116 ] [ 117 ] |
| Coretta Scott King     | Bürgerrechtlerin                                           | USA            | [ 6 ]           |
| Benjamin Zephaniah     | Schriftsteller                                             | Großbritannien | [ 6 ]           |
| Michael Greger         | Arzt, Gesundheitsaktivist                                  | USA            | [ 118 ]         |
| Ibram X. Kendi         | Rassismusforscher, Autor                                   | USA            | [ 119 ]         |
| Attila Hildmann        | Kochbuchautor, Verschwörungstheoretiker                    | Deutschland    | [ 120 ]         |
| Brian Greene           | Mathematiker, theoretischer Physiker                       | USA            | [ 6 ]           |
| Roland Wegner          | Politiker und Sportler, Gründer der veganen V-Partei³      | Deutschland    | [ 121 ]         |
| Felix Hnat             | Tierrechtsaktivist                                         | Österreich     | [ 122 ]         |
| Kurt Remele            | Theologe                                                   | Österreich     | [ 123 ]         |
| Achim Stößer           | Schriftsteller                                             | Deutschland    | [ 124 ]         |
| Rosalie Wolff          | Unternehmerin, Schauspielerin                              | Deutschland    | [ 125 ]         |
| Friederike Schmitz     | Philosophin                                                | Deutschland    | [ 126 ]         |
| Sebastian Copien       | Kochbuchautor                                              | Deutschland    | [ 127 ]         |
| Sam Bankman-Fried      | Unternehmer                                                | USA            | [ 128 ]         |
| Mark Benecke           | Kriminalbiologe                                            | Deutschland    | [ 129 ]         |
| Max Zirngast           | Journalist                                                 | Österreich     | [ 130 ]         |
| Richard Steiner        | Unternehmer, ehem. Unterweltgröße                          | Kroatien       | [ 131 ]         |
| Lea Green              | Foodbloggerin                                              | Österreich     | [ 132 ]         |
| Makini Howell          | Köchin                                                     | USA            | [ 133 ]         |
| Melanie Joy            | Sozialpsychologin, Aktivistin                              | USA            | [ 134 ]         |
| Björn Moschinski       | Koch                                                       | Deutschland    | [ 135 ]         |
| Lauren Wildbolz        | Köchin                                                     | Schweiz        | [ 136 ]         |
| Janez Drnovšek         | Politiker                                                  | Slowenien      | [ 137 ]         |
| Surdham Göb            | Koch                                                       | Deutschland    | [ 138 ]         |
| Volker Quaschning      | Ingenieurwissenschaftler                                   | Deutschland    | [ 139 ]         |
| Bernd Ulrich           | Journalist                                                 | Deutschland    | [ 140 ]         |
| Gunnar Lott            | Journalist, PR-Berater                                     | Deutschland    | [ 141 ]         |
| Franz von Paola        | Ordensgründer und Heiliger der römisch-katholischen Kirche | Italien        | [ 142 ]         |